# Gymnothorax mccoskeri
Gymnothorax mccoskeri is een straalvinnige vissensoort uit de familie van murenen (Muraenidae). De wetenschappelijke naam van de soort is voor het eerst geldig gepubliceerd in 1997 door Smith & Böhlke.